# الفتاة في شبكة العنكبوت
الفتاة في شبكة العنكبوت (بالإنجليزية: The Girl in the Spider's Web)‏ (بالسويدية: Det som inte dödar oss)‏ (بالعربية: ما لا يقتلنا) هي الرواية الرابعة من سلسلة روايات ميلينيوم (الألفية). تُركز الرواية على شخصية ليزبيث سالاندر وميكائيل بلومكفيست. كتب هذه الرواية ديفيد لاجيررانتز، وهي الرواية الأولى في السلسلة التي لم يكتبها مؤلف الروايات الثلاثة الأولى من السلسلة ستيج لارسون الذي توفي بنوبة قلبية في عام 2004. صدرت الرواية في جميع أنحاء العالم في 27 أغسطس 2015، باستثناء الولايات المتحدة حيث صدرت في 1 سبتمبر 2015.

## التأليف
في ديسمبر 2013، أعلنت دار النشر السويدية لسلسلة الألفية عن خطط لإصدار رواية رابعة من السلسلة سيقوم بكتابتها ديفيد لاجيررانتز ليتم نشرها في أغسطس 2015. اتُخذت أقصى درجات الحذر للتأكد من عدم تسرب التفاصيل، ولم تُعرض أي نسخ مبكرة للمراجعة. كتب ديفيد لاجيررانتز الرواية على جهاز كمبيوتر ليس به اتصال بالإنترنت، وقام بتسليم المخطوطات شخصيًا إلى دار النشر. ذكر لاجيررانتز أن المسودة انتهت في يناير 2015. وكان عنوانها باللغة السويدية (Det som inte dödar oss) والذي يترجم حرفيًا بمعنى «ما لا يقتلنا».
تُرجمت الرواية إلى 38 لغة مختلفة، بما في ذلك الترجمة الإنجليزية التي قام بها جورج جولدنج. ومثل الروايات السابقة، نُشرت الترجمة باللغة الإنجليزية من قبل دار كويركوس للنشر في المملكة المتحدة. في مارس 2015، أعلن الناشر الأمريكي ألفريد أ.كنوبف عن عنوان الرواية باللغة الإنجليزية للكتاب: «الفتاة في شبكة العنكبوت»، وأصدر الغلاف الفني للرواية. طُبع من هذا الغلاف في الولايات المتحدة ما يقارب 500000 نسخة.
يملك شقيق ووالد لارسون حقوق الملكية الأدبية للمؤلف الراحل بالكامل، وقاما بتوظيف لاجيررانتز وقدموا كل الدعم له.
ومع ذلك، فإن صديقه ستيج لارسون منذ فترة طويلة إيفا غابريلسون انتقدت هذا المشروع، ووصفت اختيار لاجيررانتز لمواصلة كتابة سلسلة الألفية بأنه «اختيار غبي تمامًا». كانت إيفا تمتلك مخطوطة رابعة غير مكتملة من سلسلة الألفية ولكن لم يتم تضمينها في الرواية.